# Sprelllifandi
Sprelllifandi/Live at the Dominion is een livealbum van de IJslandse funk-/fusion-band Mezzoforte uit 1983. De registratie vanuit het Dominion Theatre in Londen op 30 juni 1983 is alleen verschenen in IJsland en in een gelimiteerde oplage in Japan.

## Tracks
1. Intro by Steve Walsh 1:05
2. Danger/High Voltage J. Asmundsson, E. Gunnarsson - 6:30
3. Surprise Mezzoforte - 0:42
4. Gazing at the Clouds K. Svavarsson - 6:40
5. Early Autumn F. Karlsson - 7:06
6. The Venue F. Karlsson - 4:43
7. Midnight Express F. Karlsson - 4:03
8. Garden Party E. Gunnarsson - 7:40
9. Surprise, Surprise Mezzoforte - 5:52
10. Blue Ice Mezzoforte - 6:23

## Bezetting
- Fridrik Karlsson - gitaar, percussie
- Eythor Gunnarsson - toetsen, percussie
- Johann Asmundsson - basgitaar, percussie
- Gulli Briem - drums, percussie
- Kristinn Svavarsson - saxofoon, percussie